# Arnold (månekrater)
 For alternative betydninger, se Arnold (flertydig). (Se også artikler, som begynder med Arnold)
Arnold er et nedslagskrater på Månen. Det befinder sig nær Månens rand på dens nord-nordvestlige forside. Denne beliggenhed giver det på grund af perspektivisk forkortning en temmelig oval form set fra Jorden, men det er i virkeligheden ret cirkulært. Krateret er opkaldt efter den tyske astronom Christoph Arnold (1650-1695).
Navnet blev officielt tildelt af den Internationale Astronomiske Union (IAU) i 1935. 

## Omgivelser
Krateret ligger nordøst for Mare Frigoris og nord for Democrituskrateret. Vest for Arnold ligger det mindre Moignokrater. 

## Karakteristika
Den gamle rand omkring Arnold er nedslidt og afrundet efter senere nedslag i løbet af årmillionerne. Der er en åbning i kratervæggen mod sydvest, skabt af det lille krater "Arnold J", og væggen er ret lav langs den østlige kant. Den nordlige halvdel af randen er den mest intakte, særlig i nordøst, hvor den ligger op til satellitkrateret "Arnold A".
Den indre kraterbund i Arnoldkrateret har fået en ny overflade af lava og er relativt flad, bortset fra et antal småkratere. Det mest bemærkelsesværdige krater i det indre er "Arnold F" i det nordvestlige område. Der er ingen tegn på en central top.

## Satellitkratere
De kratere, som kaldes satellitter, er små kratere beliggende i eller nær hovedkrateret. Deres dannelse er sædvanligvis sket uafhængigt af dette, men de får samme navn som hovedkrateret med tilføjelse af et stort bogstav. På kort over Månen er det en konvention at identificere dem ved at placere dette bogstav på den side af satellitkraterets midte, som ligger nærmest hovedkrateret. Arnoldkrateret har følgende satellitkratere:
| Arnold | Længde  | Bredde  | Diameter |
| ------ | ------- | ------- | -------- |
| A      | 68,8° N | 39,8° Ø | 57 km    |
| E      | 71,6° N | 38,3° Ø | 32 km    |
| F      | 67,5° N | 35,2° Ø | 10 km    |
| G      | 67,3° N | 31,4° Ø | 11 km    |
| H      | 72,6° N | 45,3° Ø | 13 km    |
| J      | 65,9° N | 33,7° Ø | 6 km     |
| K      | 70,8° N | 42,8° Ø | 29 km    |
| L      | 70,2° N | 36,1° Ø | 33 km    |
| M      | 68,3° N | 43,6° Ø | 7 km     |
| N      | 70,2° N | 41,9° Ø | 18 km    |

## Måneatlas
- Billeder af Arnoldkrateret i LPI-måneatlasset